# Courbépine
Courbépine är en kommun i departementet Eure i regionen Normandie i norra Frankrike. Kommunen ligger i kantonen Bernay-Ouest som tillhör arrondissementet Bernay. År 2022 hade Courbépine 725 invånare.

## Befolkningsutveckling
Antalet invånare i kommunen Courbépine
Referens:INSEE